# Allomacrus arcticus
Allomacrus arcticus är en stekelart som först beskrevs av Holmgren 1880.  Allomacrus arcticus ingår i släktet Allomacrus och familjen brokparasitsteklar. Enligt den finländska rödlistan är arten sårbar i Finland. Arten är reproducerande i Sverige. Inga underarter finns listade i Catalogue of Life.